# Kerženec
Il Kerženec (in russo Керженец?) è un fiume della Russia europea centrale, affluente di sinistra del Volga. Scorre nell'oblast' di Nižnij Novgorod nei rajon Koverninskij, Semënovskij, Lyskovskij, e nel circondario urbano di Bor.
Nasce nella parte settentrionale della oblast' di Nižnij Novgorod, scorrendo con direzione meridionale; sfocia nel Volga a 2 142 km dalla foce, nella parte occidentale del bacino di Čeboksary, pochi chilometri a monte della cittadina di Lyskovo.
Il bacino del fiume fu, nei secoli dal XVII al XIX, sede di numerosi insediamenti (chiamati Kerženskie skity, Керженские скиты) di Vecchi Credenti, una setta scismatica russa.